# Johan Holmström
Johan Holmström, född 1972, är en svensk musiker och journalist. Han är mest känd för låten Snoppen och snippan från barnprogrammet Bacillakuten i SVT, som blev mycket omtalad i Sverige och även uppmärksammades i andra länder i början av 2015.
Holmström var keyboardist i bandet Family Tree på 1990-talet och under 2000-talet brukade han gästa bandet The Animal Five på deras spelningar, då under namnet Papa Joe. Han spelar även på inspelningen av The Animal Fives låt Spareparts. Han har skrivit MFF-hymnen och har även producerat musik åt andra.[källa behövs] Han arbetar för spelföretaget King och har gjort musiken till spelet Candy Crush Soda Saga. Han har gjort flera barnlåtar för SVT:s Bacillakuten, bland dem Snoppen och snippan.

## Diskografi
- 2002 - Percys Pågar (Tillsammans med Micke Larsén)

### Som gästartist
- 2006 - The Animal Five (Orgel på "Spareparts")